# Інститут короля Седжона
Інститут короля Седжона (кор.: хангиль: 세종학당, НЛ: Sejong Hakdang) — це установа, заснована урядом Південної Кореї, яка заохочує вивчення корейської мови в усьому світі. Інститут був заснований у 2007 році. Його названо на честь короля Седжона, винахідника корейського алфавіту. Станом на лютий 2024 року налічується 248 інститутів короля Седжона у 85 країнах.

## Діяльність в Україні
В Україні Інститут короля Седжона знаходиться в місті Дніпро при Університеті митної справи та фінансів. Відкритий 2020 року і пропонує курси початкового та середнього рівня для охочих вивчати корейську мову. Викладачі в інституті – це корейці, які мають сертифікат для викладання корейської мови, виданий в Республіці Корея.
Семестр триває 13 тижнів, по два заняття на тиждень за програмою та підручниками від Інституту короля Седжона. Додатково проводяться курси та різноманітні заходи для ознайомлення з корейською культурою.

## Історія навчання та поширення корейської мови

### Раннє навчання корейської мови
Хангиль, корейський алфавіт, є письмовою формою офіційної корейської мови, і використовувався корейцями з моменту його створення в 1446 році королем Седжоном з династії Чосон. Більшість закладів вивчення корейської мови за межами Кореї були орієнтовані на нащадків корейських іммігрантів у другому чи третьому поколінні, тоді як корейську мову в Південній Кореї вивчали переважно іноземні студенти, трудові мігранти або подружжя корейців.

### Зростання кількості зацікавлених в корейській мові
За останні двадцять років спостерігається зростання інтересу та попиту на корейську мову через культурну та комерційну глобалізацію. Міжнародний інтерес до корейської культури, такої як драми та k-pop, надзвичайно зріс, особливо в Азії. Це призвело до появи поняття, яке назвали «корейською хвилею». Процес поширення корейської культури супроводжується збільшенням іноземних студентів, які приїздять на навчання до Кореї. У демографічному плані також спостерігається збільшення шлюбів між корейцями та іноземцями.
Із розширенням міжнародного співробітництва та бізнесу південнокорейський уряд намагається стандартизувати назви місць, імена людей та інші власні назви, записуючи їх хангилем замість ієрогліфів. Крім того, існувала потреба в більш сучасних словниках корейської мови, оскільки більшість з них були створені в 1990-х роках.

### Заснування «Інституту короля Седжона»
У зв’язку з таким попитом уряд Південної Кореї заснував концепцію «Інституту короля Седжона», щоб надавати інтегровану та стандартизовану інформацію та послуги, а також координувати та розширювати інститути для охочих вивчати корейську мову.  Інститут розвивається як бренд, який зазвичай використовують усі навчальні заклади корейської мови. Уряд Південної Кореї нещодавно запустив сайт Sejonghakdang.org корейською та англійською мовами. У 2011 році було ухвалено закону про національну мову, а роком різніше було засновано Фонд Інституту короля Седжона, який виступає як центральна організація, відповідальна за управління Інститутами та їхніми програмами. Сон Хян Кин обіймав посаду першого голови фонду з жовтня 2012 року по липень 2018 року. Наразі головним є Кан Хьон Хва, який обіймає посаду з вересня 2018 року.

## Логотип
Інститут короля Сечжона представлено його символом, що складається з декількох літер, як зазначено на зображенні вище. Літера <ㅎ> (х) символізує хангиль, а ліворуч від неї «ㅅ» (с) позначає назви міст, де розташований інститут. Тут як приклад зазначено інститут у Сеулі (кор.: хангиль: 서울), що містить «ㅅ» зверху ліворуч і вказує на першу літеру назви міста.

## Діяльність

### Інтеграція та розширення інститутів хангиля

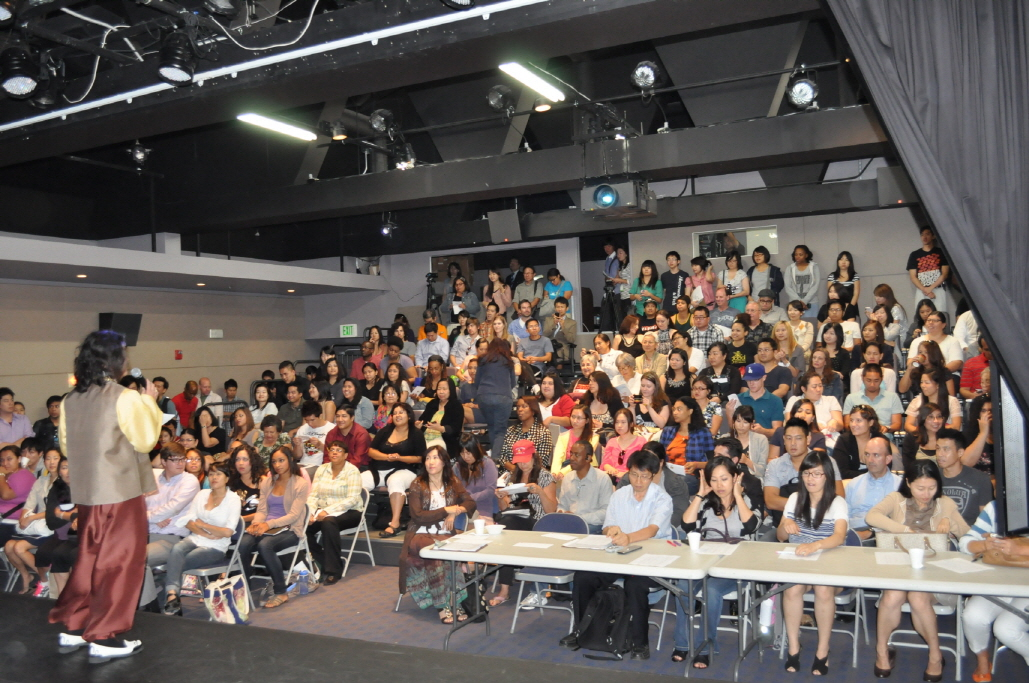
Щорічний корейський співочий конкурс в Інституті короля Седжона в Лос-Анджелесі (2011)

Уряд Південної Кореї об’єднав Інститути корейської мови, які мали різні назви, в один Інститут Короля Седжона. Щодо короткострокової стратегії уряд має заохочувати використовувати назву «Sejong Hakdang» (Інститут короля Седжона), стандартний підручник і курси, одночасно переглядаючи довгострокову стратегію щодо організації інтегрованого мовного інституту.
Станом на 2016 рік було відкрито 144 інститути. Ще дев'ять інститутів були відкриті нещодавно в таких країнах, як Латвія, М'янма, Бахрейн. У 2018 році новий інститут був доданий у Сполучених Штатах в Ірвайні, Каліфорнія. 
Штаб-квартира Інституту короля Седжона була заснована в 2012 році для систематичної підтримки інститутів у всьому світі. Офіс працює як координаційний центр, який об’єднує інститути по всьому світу.

### Nuri-Sejonghakdang (сайт)
Nuri-Sejonghakdang — це вебсайт, який надає систему дистанційної освіти та інтегровану інформаційну службу, пов’язану з вивченням корейської мови. Це корейський вебсайт, створений спільно різними міністерствами південнокорейського уряду, зокрема Міністерством культури, спорту та туризму, Міністерством освіти, науки та технологій, Міністерством закордонних справ і торгівлі, Міністерством охорони здоров’я та соціального забезпечення, Міністерством юстиції та Національним інститутом корейської мови, Національним інститутом міжнародної освіти, Фондом корейців, що проживають закордоном і Міжнародним фондом корейської мови.
Nuri-Sejonghakdang мав план розвитку з 2009 по 2011 роки, як показано нижче.
|                       | Інтеграція (2009) | Розширення (2010) | Поширення (2011) |
| --------------------- | --- | --- | --- |
| Система               | - Освітній інтегрований вебсайт - Система навчання - Система педагогічної освіти - Система управління навчанням по телефону | - Система діагностики кваліфікації - Програмне забезпечення для підтримки навчання - Система підтримки кваліфікації вчителів                                                                                  | - Система адміністративної підтримки школи інститутами Седжона - Система виробництва/поширення створеного користувачами вмісту для тих, хто вивчає корейську мову - Сервісна платформа за допомогою засобів масової інформації (IPTV, мобільні пристрої тощо) |
| Зміст                 | - Збирання та завантаження навчального вмісту корейської мови                                                               | - Створення питання для діагностики/кваліфікації/тесту з корейської мови - Розробка навчального курсу для вчителів корейської мови - Розробка змісту курсів залежно від рівня корейської мови/мовного регіону | - Розробка конвертованого корейського мовного навчального контенту за допомогою сервісних медіа (IPTV, мобільні пристрої тощо) |
| Операційне середовище | - Створення робочого середовища для інтегрованої системи навчання корейською мовою                                          | - Створення середовища телефонного консультаційного центру - Безпека для робочого/консультаційного персоналу - Охорона/праця викладачів для вивчення корейської мови по телефону                              | - Захист телефонного зв'язку для викладачів корейської мови - Створення робочого середовища за допомогою медіа-сервісу (IPTV, мобільні пристрої тощо) |

Nuri-Sejonghakdang надає свої послуги інститутам корейської мови по всьому світу, іноземцям, які бажають вивчати корейську мову, а також викладачам і майбутнім викладачам корейської мови. Працівники сайту все ще збирають та розвивають вміст, щоб розширити навчальні онлайн-курси та створити багатомовні версії вебсайту для користувачів у всьому світі. Наразі багатомовна версія сайту вже доступна.

## Розташування
Станом на лютий 2024 року було створено 248 установ у 85 країнах світу.

### Азія
- Саудівська Аравія 1 (Ер-Ріярд)
- Азербайджан 2 (Баку and Хирдалан)
- Вірменія 1 (Єреван)
- Бахрейн 1 (Манама)
- Камбоджа 2 (Пойпет and Сіємреап)
- Китай 19 (Пекін, Ченду, Далянь, Ханчжоу, Харбін, Гонконг, Куньмін, Ліньї, Циндао, Ціцікар, Шанхай, Шицзянчжуан, Веньчжоу, Ухань, Сіань, Яньбянь, Яньчен and Яньтай)
- Індія 8 (Барасат, Бенгалуру, Ченнай, Імпхал, Нью-Делі, Патна)
- Індонезія 7 (Бандунг, Джакарта, Сурабая, Тангеранг and Джок'якарта)
- Іран 2 (Ісфаган and Тегеран)
- Японія 16 (Чіба, Фукуока, Хірошіма, Канаґава, Кобе, Кіото, Окаяма, Осака, Наґано, Нара, Сайтама, Саппоро, Сендай, Шімоносекі and Токіо)
- Йорданія 1 (Амман)
- Казахстан 3 (Алмати, Астана and Шимкент)
- Киргизстан 5 (Бішкек, Ош and Сокулук)
- Лаос 2 (Пхонсаван and В'єнтьян)
- Малайзія 3 (Банґі, Куала-Лумпур and Малакка)
- Монголія 4 (Дархан and Улан-Батор)
- М'янма 1 (Янгон)
- Непал 1 (Катманду)
- Пакистан 1 (Ісламабад)
- Палестина 1 (Рамалла)
- Філіппіни 6 (Баланґа, Каїнта, Себу, Кесон, Сан-Юан and Тагіг)
- Грузія 1 (Тбілісі)
- Щрі-Ланка 2 (Коломбо and Канді)
- Тайвань 3 (Гаосюн, Тайнань and Тайбей)
- Таджикистан 1 (Душанбе)
- Таїланд 5 (Бангкок, Чіангмай and Маха-Саракхам)
- Туркменістан 1 (Ашгабат)
- ОАЕ 2 (Абу-Дабі, Аджман and Дубай)
- Узбекистан 7 (Денау, Фергана, Наманган, Самарканд and Ташкент)
- В'єтнам 22 (Б'єхоа, Біньзионг, Кантхо, Далат, Дананг, Хайфон, Ханой, Хошимін, Хюе, Хюн'єн, Куїньон, Тхайнгуєн and Травінг)

### Африка
- Алжир 1 (Алжир)
- Ботсвана 1 (Габороне)
- Кот-д'Івуар 1 (Абіджан)
- Єгипет 1 (Каїр)
- Есватіні 1 (Мбабане)
- Ефіопія 1 (Аддис-Абеба)
- Кот-д'Івуар 1 (Абіджан)
- Кенія 1 (Найробі)
- Мадагаскар 1 (Антананаріву)
- Марокко 2 (Рабат, Фес)
- Нігерія 1 (Абуджа)
- Південно-Африканська Республіка 1 (Преторія)
- Танзанія 1 (Дар-ес-Салам)
- Туніс 1 (Аріана)
- Уганда 1 (Кумі)

### Північна та Південна Америка
- Аргентина 1 (Буенос-Айрес)
- Бразилія 5 (Бразіліа, Кампінас, Сан-Леопольдо та Сан-Паулу)
- Болівія 1 (Ла-Пас)
- Канада 3 (Монреаль, Оттава і Ватерлоо)
- Чилі 1 (Сантьяго)
- Колумбія 1 (Богота)
- Коста-Ріка 1 (Сан-Хосе)
- Еквадор 2 (Гуаякіль і Кіто)
- Сальвадор 1 (Сан-Сальвадор)
- Гватемала 1 (Гватемала Сіті)
- Гаїті 1 (Каракол)
- Мексика 1 (Мехіко)
- Парагвай 1 (Асунсьйон)
- Перу 1 (Ліма)
- Сполучені Штати 13 (Оберн, Блумінгтон, Чикаго, Х'юстон, Айова-Сіті, Ірвайн, Лос-Анджелес, Сан-Антоніо, Сан-Франциско, Апленд і Вашингтон, округ Колумбія)
- Уругвай 1 (Монтевідео)

### Європа
- Австрія 1 (Відень)
- Білорусь 1 (Мінськ)
- Бельгія 2 (Брюссель)
- Болгарія 1 (Софія)
- Хорватія 2 (Загреб, Рієка)
- Чехія 1 (Оломоуць)
- Данія 1 (Копенгаген)
- Естонія 1 (Таллінн)
- Франція 4 (Ла-Рошель, Париж, Кемпер)
- Німеччина 2 (Берлін і Тюбінген)
- Угорщина 3 (Будапешт і Дебрецен)
- Італія 1 (Рим)
- Латвія 1 (Рига)
- Литва 2 (Каунас, Вільнюс)
- Люксембург 1 (Люксембург)
- Польща 2 (Познань, Варшава)
- Португалія 1 (Лісабон)
- Румунія 1 (Бухарест)
- Росія 11 (Астрахань, Хабаровськ, Москва, Ростов-на-Дону, Санкт-Петербург, Улан-Уде, Владивосток, Якутськ, Южно-Сахалінськ)
- Сербія 1 (Новий Сад)
- Словаччина 1 (Братислава)
- Словенія 1 (Любляна)
- Іспанія 3 (Барселона, Лас-Пальмас, Мадрид)
- Швеція 1 (Гетеборг)
- Туреччина 5 (Анкара, Бурса, Стамбул, Ізмір)
- Україна 1 (Дніпро)
- Велика Британія 5 (Лондон, Престон, Стаффордшир)

### Океанія
- Австралія 3 (Аделаїда та Сідней)
- Нова Зеландія 1 (Окленд)